# ألكسيس سيلفا
ألكسيس سيلفا (بالإسبانية: Alexis Silva)‏ هو لاعب كرة قدم مكسيكي، ولد في 12 ديسمبر 1992.